# کولبروک (پنسیلوانیا)
کولبروک (به انگلیسی: Colebrook) یک منطقهٔ مسکونی در ایالات متحده آمریکا است که در شهرستان لبنان، پنسیلوانیا واقع شده‌است. کولبروک ۱۶۷٫۰۳ متر بالاتر از سطح دریا قرار دارد.